# Asger Jorn
Asger Oluf Jorn (3. března 1914, Vejrum, Jutland, Dánsko – 1. května 1973, Aarhus, Dánsko) byl dánský malíř, sochař a keramik. Patřil mezi zakládající členy hnutí CoBrA. Jeho nejznámější dílo Stalingrad je k vidění v dánském muzeu Museum Jorn.